# Арсеній IV (патріарх Сербії)
Арсеній IV Йованович Шакабента (серб. Арсениjе IV Joвановић Шакабента; Arsenije IV Jovanović Šakabenta) (1698, Печ — 18 січня 1748, Сремські Карловці) — патріарх Сербії протягом 1725—1737 років.
Під час російсько-турецької війни (1735—1739), в яку Австрія вступила у 1737 брав участь у домовленостях із Габсбургами в організації анти османського повстання на півдні Сербії, яке закінчилося провалом. Після відступу австрійських військ із Сербії емігрував до Австрії, де з 1741 як карловацький митрополит очолював Сербську православну церкву.